# Louis André (historien)
Pour les articles homonymes, voir Louis André et André.
Louis André est un historien français, né à Béziers le 10 avril 1867 et mort le 17 mai 1948.

## Biographie
Agrégé d'histoire en 1894 et docteur ès lettres en 1906, il est professeur d'histoire moderne et contemporaine à la faculté des Lettres de Lille. Il a essentiellement travaillé sur l'histoire du XVIIe siècle français, particulièrement sur Louvois et le département de la Guerre.

## Publications
- Testament politique du cardinal de Richelieu, Paris, 1947 (édition)
- Michel Le Tellier et Louvois, Paris, Colin, 1942 (ouvrage pour lequel il reçoit le grand prix Gobert en 1943)
- Recueil des instructions données aux ambassadeurs et ministres de France. Hollande, Paris, 1922, 2 vol. (avec Émile Bourgeois)
- Les Sources de l'histoire de France, XVIIe siècle (1610-1715), Paris : A. Picard, 1913-1935, 8 vol. (avec Émile Bourgeois)
- Michel Le Tellier et l'organisation de l'armée monarchique, Paris, 1906
- Deux mémoires historiques de Claude Le Peletier (édition)